# Пишківці

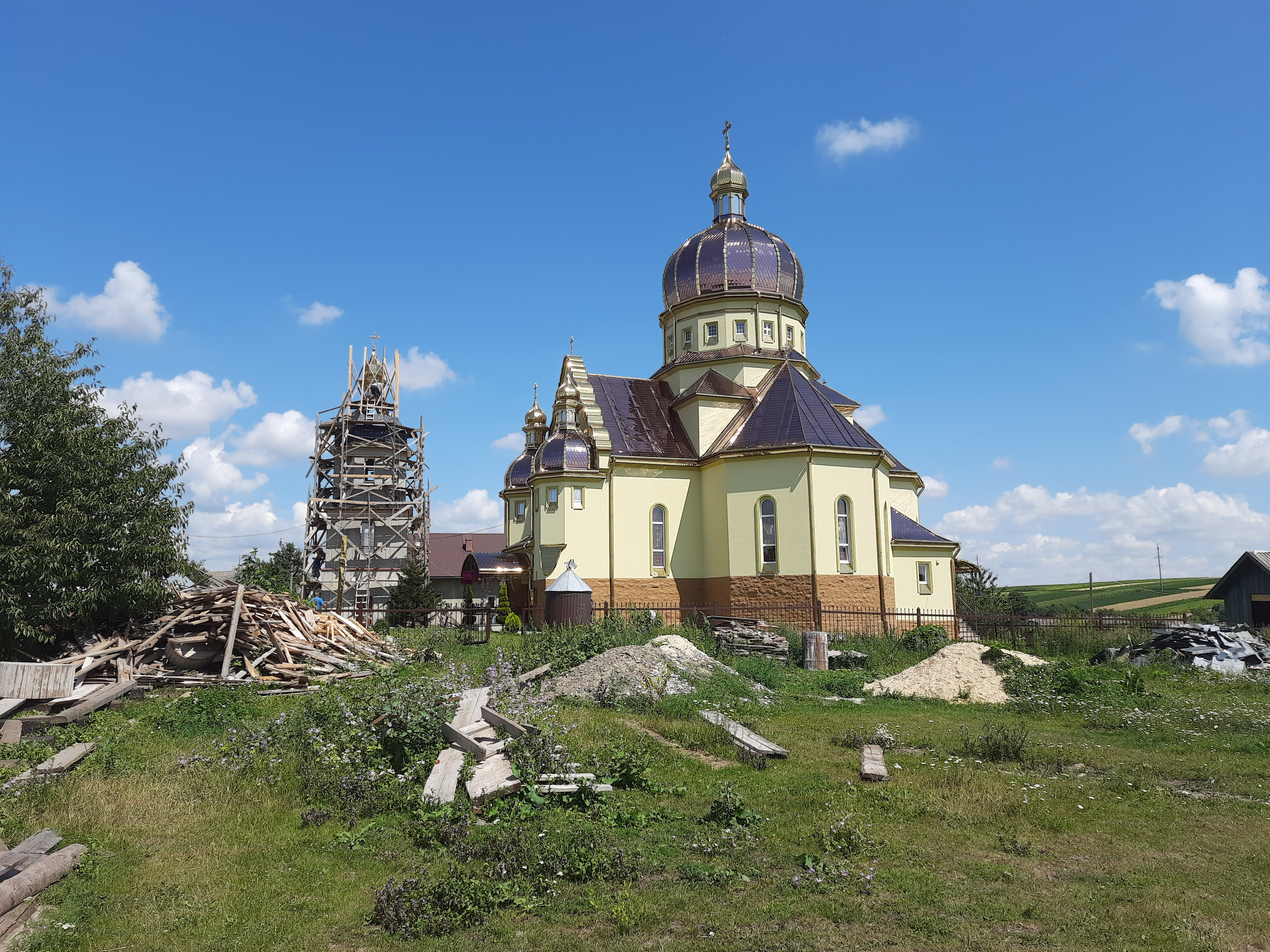
Церква Святої Трійці 1928 р

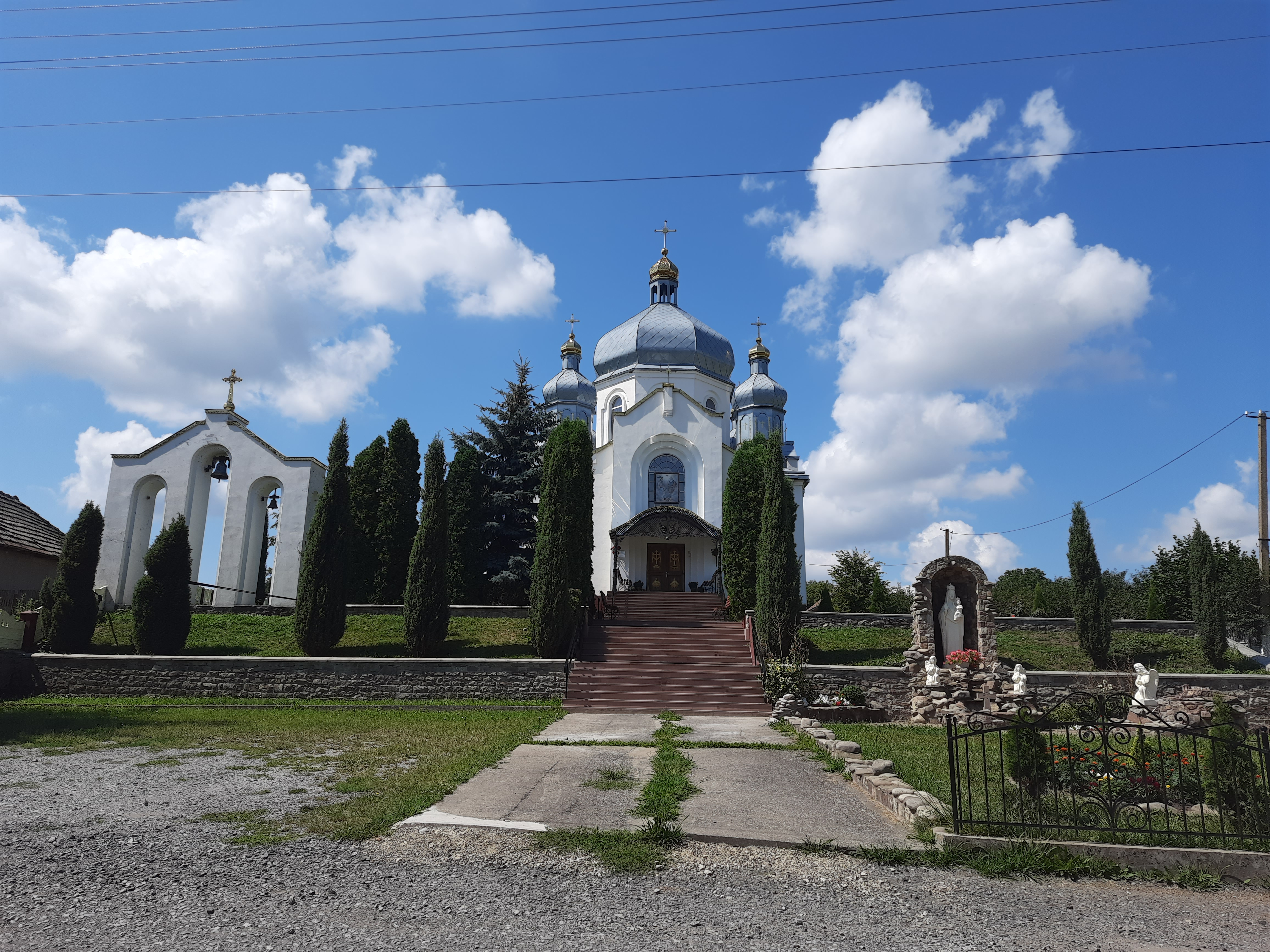
Церква Пресвятої Трійці

Пи́шківці — село в Україні, у Трибухівській сільській громаді Чортківського району Тернопільської області.
Було центром Пишківської сільської ради. Від  2016 року увійшло в склад Трибухівської сільської громади.
До Пишківців приєднано хутір Верховина (1920).
Розташоване на берегах р. Вільховець. Через село проходить залізниця, станція Пишківці. Населення 1200 осіб (2024).

## Історія

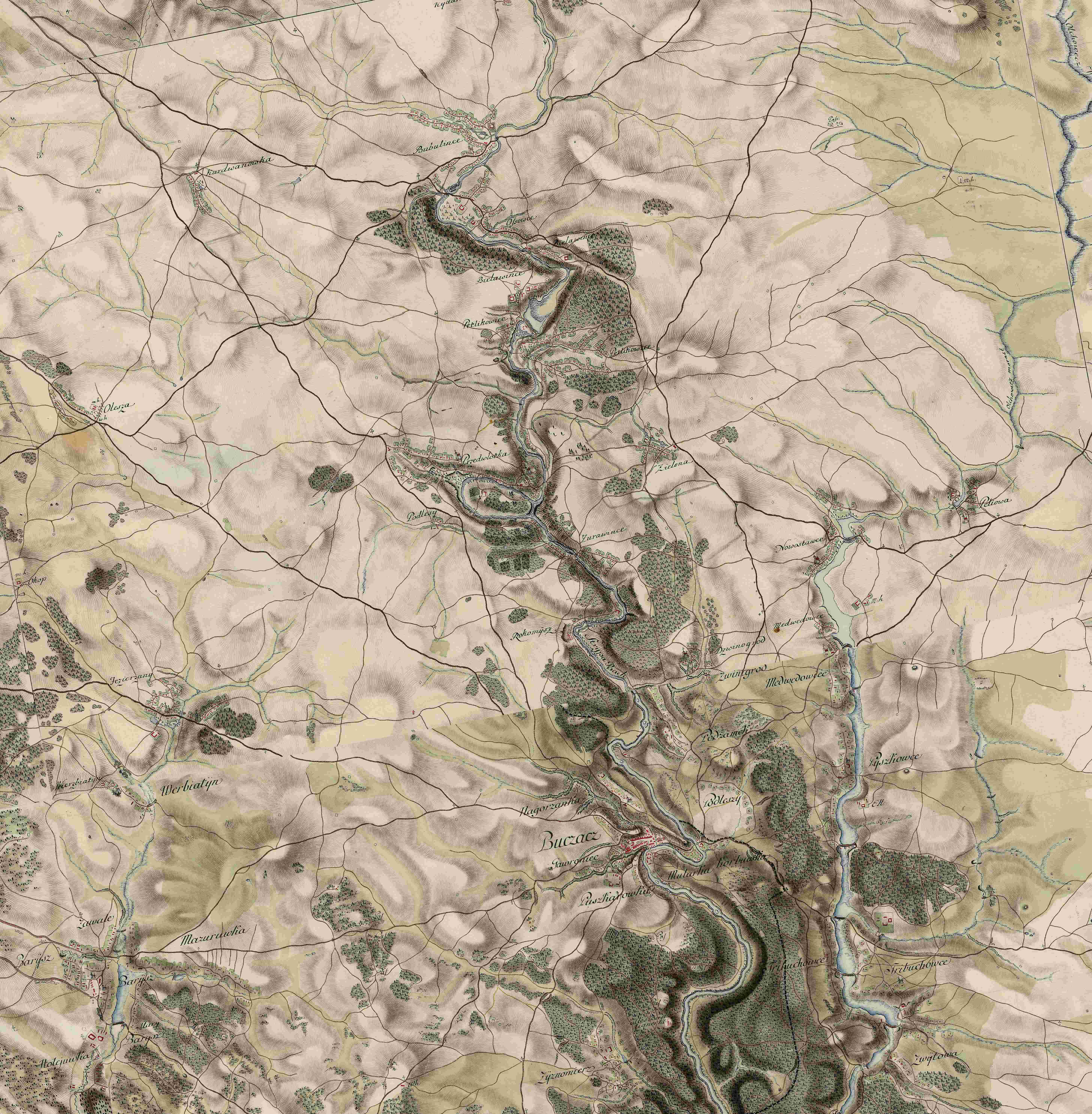
Пишківці на мапі фон Міґа, XVIII ст.

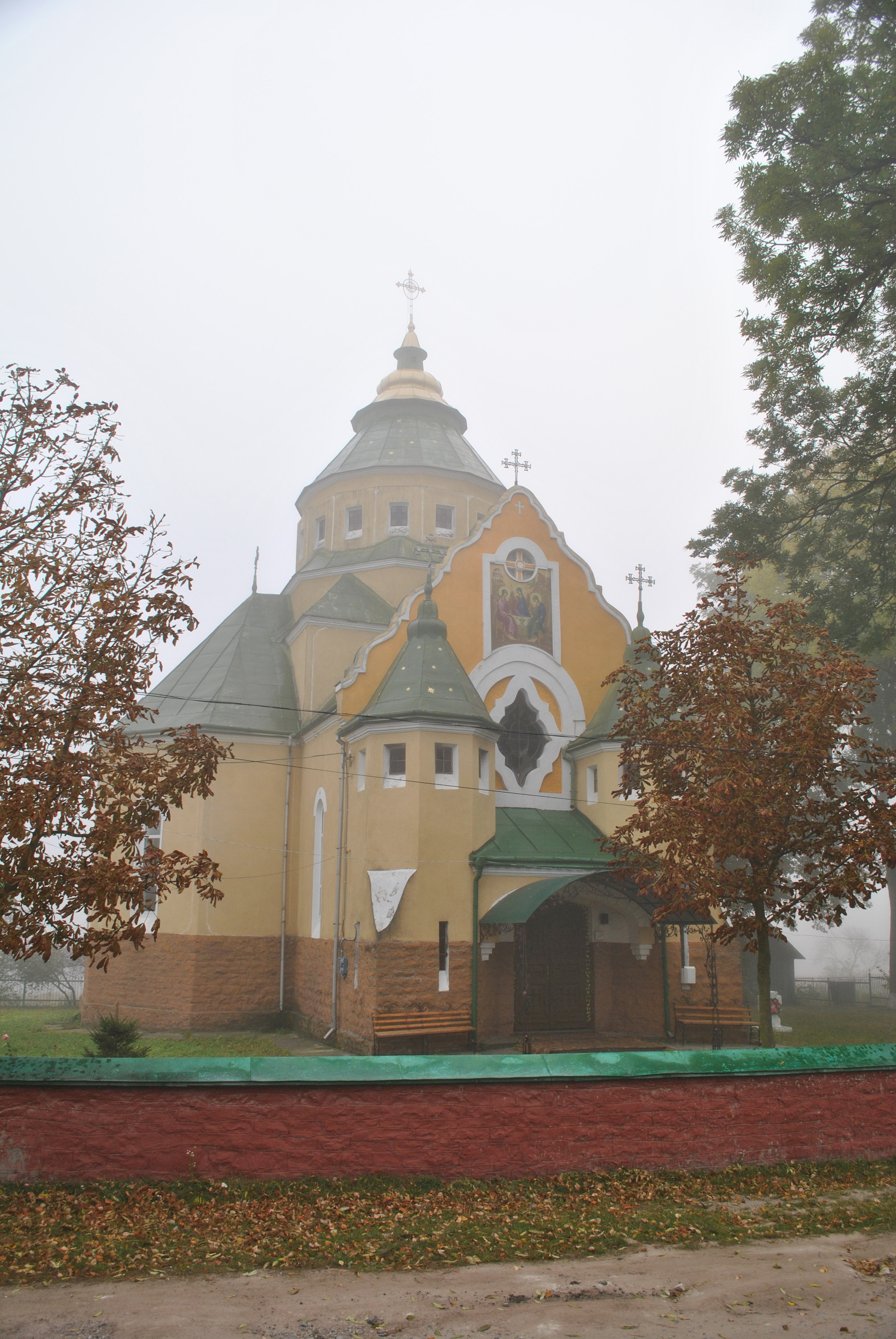
Церква св. Трійці, 1928 р. (арх. О. Лушпинський)

Давня церква св. Трійці, побудована перед 1840 роком, знищена під час Першої світової війни. Малюнок 1915 року.

2 січня 1457 р. — село згадане в записці Галицького земського суду; дідичем села був староста снятинський та коломийський Михайло «Мужило» Бучацький (лат. Magnificus Michael alias Musilo de Buczacz Sniathinensis et Colomiensis Capitaneus).
Ще одна писемна згадка — 1651 р.
Діяли «Просвіта», «Рідна школа», «Сільський господар» та інші товариства.
1955 р. у Пишківцях була велика повінь.
12 червня 2020 року, відповідно до розпорядження Кабінету Міністрів України № 724-р «Про визначення адміністративних центрів та затвердження територій територіальних громад Тернопільської області» увійшло до складу Трибухівської сільської громади.
19 липня 2020 року, в результаті адміністративно-територіальної реформи та ліквідації Бучацького району, увійшло до складу новоутвореного Чортківського району.

## Населення

### Мова
Розподіл населення за рідною мовою за даними перепису 2001 року:
| Мова       | Кількість | Відсоток |
| ---------- | --------- | -------- |
| українська | 1276      | 99.77%   |
| російська  | 3         | 0.23%    |
| Усього     | 1279      | 100%     |

## Політика

### Парламентські вибори, 2019
На позачергових парламентських виборах 2019 року у селі функціонувала окрема виборча дільниця № 610180, розташована у приміщенні клубу.
Результати
- зареєстровано 980 виборців, явка 66,63%, найбільше голосів віддано за «Слугу народу» — 37,58%, за «Європейську Солідарність» — 14,75%, за «Голос» — 10,56%.[6] В одномандатному окрузі найбільше голосів отримав Микола Люшняк (самовисування) — 41,64%, за Ігоря Сопеля (Слуга народу) — 23,07%, за Степана Брацюня (Конгрес українських націоналістів) — 8,20%[7].

## Соціальна сфера
Працюють відділення № 1 Бучацького аграрного коледжу, загальноосвітня школа I—II ступенів, клуб, бібліотека, ФАП, відділення зв'язку, дошкільний заклад, ВАТ «Агрохім», райсількомунгосп, кооператив «Новобудова», фермерське господарство, 3 аграрних господарства.

## Релігія
У Пишківцях є
- церква Святої Трійці (1928 р., споруджена як храм УГКЦ, нині ПЦУ)
- церква Пресвятої Тройці (2006 р., мурована, УГКЦ)

У 1762 р. було утворено експозитуру греко-католицької парохії з Трибуховець.
У 1841 р. греко-католики села належали до парохії в сусідніх Трибухівцях.
Адміністративно греко-католицька парохія села (до і після початку утворення) підпорядковувалась Бучацькому деканату УГКЦ.

## Пам'ятки
- каплиця-могила Борцям за волю України (1997 р.).
- пам'ятний хрест на честь скасування панщини 15 травня 1848 р. (XIX ст.)
- могила-курган (Пишківці II[d], Пишківці III[d]) часів скіфських, гунських, білих хорватів або червоної русі на місці поховання нашого князя або воїна.
- Пишківці I[d] — поселення черняхівської культури